# Sterup Hansen
|  | Denne artikel er oprettet af botten Steenthbot ud fra en ekstern database. Den kan derfor have sproglige fejl eller mangler. Denne skabelon kan fjernes efter kontrol af indholdet. |

Sterup Hansen er en dansk dokumentarfilm fra 1966 instrueret af Per Ulrich efter eget manuskript.

## Handling
Kunstneren fortælleren om sit arbejde med det billede der indgik i 'TVs kunstmappe', DR udsendte i 1966.